# أليكس كرايغ
أليكس كرايغ (بالإنجليزية: Alex Craig)‏ (2 أبريل 1886 في جمهورية أيرلندا - ) هو لاعب كرة قدم أيرلندي في مركز الظهير. شارك مع منتخب أيرلندا لكرة القدم. أما مع النوادي، فقد لعب مع نادي رينجرز وJohnstone F.C. ‏ وRutherglen Glencairn F.C. ‏ ونادي غرينوك مورتون.

## وصلات خارجية
- أليكس كرايغ على موقع قاعدة بيانات كرة القدم.إي يو (الإنجليزية)
- أليكس كرايغ على موقع ناشيونال فوتبول تيمز (الإنجليزية)